# Izotopolog
Izopology (izotopické homology) jsou z chemického hlediska stejné látky, lišící se však izotopovým složením (počtem izotopových záměn).
Příkladem izotopologie jsou izotopology vody: lehká voda (H2O, přesněji 1H2O), polotěžká voda (HDO, tj. 1H2HO), těžká voda (D2O, tj. 2H2O), tritiová voda (T2O, tj. 3H2O), atd.
Látky se stejným izotopovým složením ale různým rozmístěním izotopů v molekule nejsou izotopology, ale izotopomery. 

## Izotopology v nukleární magnetické rezonanci
Ve spektrech nukleární magnetické rezonance (NMR) lze někdy pozorovat signály odpovídající odlišným izotopologům. Například v 19F spektrech aniontu BF4− jsou vidět dva signály náležející izotopologům 10BF4− a 11BF4−. Poměr intenzit signálů odpovídá poměru zastoupení jednotlivých izotopologů (20:80).